# فياردومباردو
بلدية فياردومباردو (بالإسبانية: Villardompardo) هي بلدية تقع في مقاطعة خاين التابعة لمنطقة أندلوسيا جنوب إسبانيا.

## الديموغرافيا
بلغ عدد سكان بلدية فياردومباردو 1.111 نسمة عام 2011 (وفقاً للمعهد الوطني الإسباني للإحصاء).
| 1.279 | 1.261 | 1.230 | 1.172 | 1.161 | 1.132 | 1.111 |